# Allgemeines Deutsches Turnfest 1863

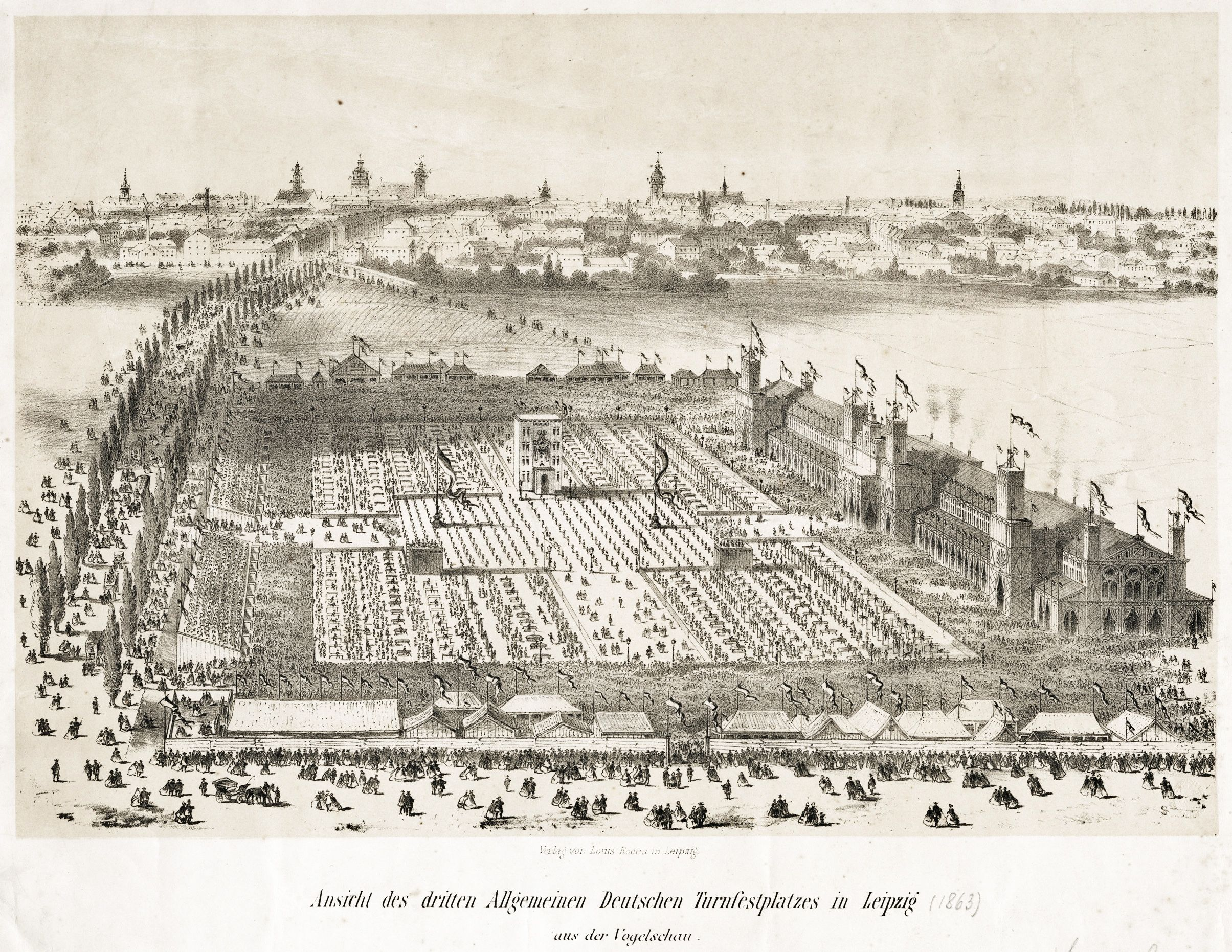
Vogelschauansicht des Festplatzgeländes

Das 3. Allgemeine Deutsche Turnfest mit etwa 20.000 teilnehmenden aktiven Turnern fand vom 1. bis 5. August 1863 in Leipzig statt. Anlass war der 50. Jahrestag der Völkerschlacht.

## Vorgeschichte und Planung

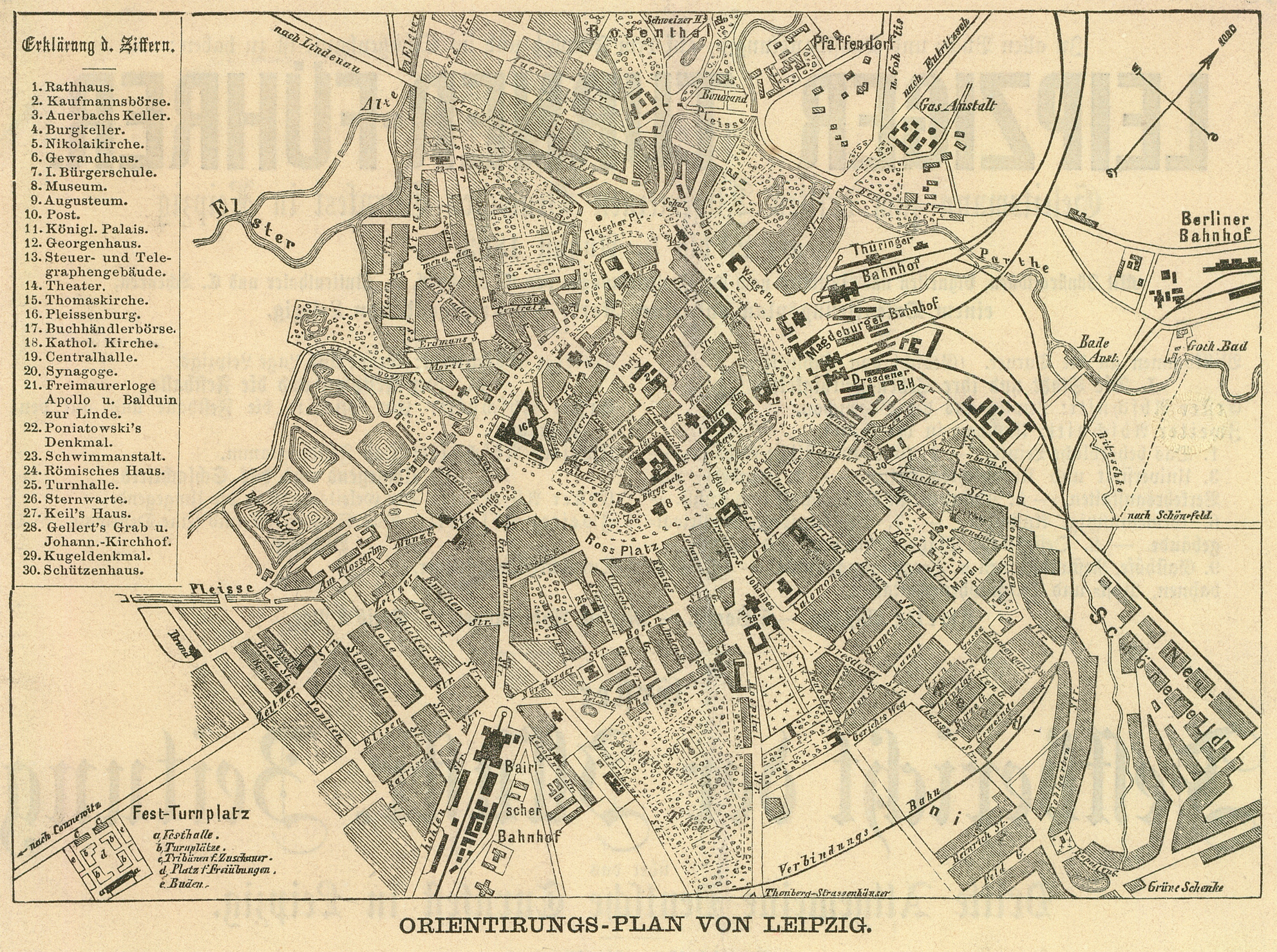
Leipzig 1863, links unten der Festplatz

Unmittelbar nach Ende des 2. Deutschen Turnfestes beschloss im September 1861 der Ausschuss der deutschen Turnvereine in Berlin, dass 1863 in Leipzig die dritte Veranstaltung dieser Art stattfinden sollte. Für die Austragung kamen ursprünglich Nürnberg und die sächsische Messestadt in Frage. Man entschied sich für Leipzig, um an die dort 50 Jahre zuvor stattgefundene Völkerschlacht zu gedenken. Zudem stand mit dem 1845 gegründeten und mitgliederstarken Allgemeinen Turnverein zu Leipzig ein angesehener Ausrichter zur Verfügung.
Am 18. Oktober 1861 beschloss der Leipziger Stadtrat, zu diesem Zweck ein Areal von 21 Acker (entspricht fast 120.000 Quadratmetern) an der damaligen Connewitzer Chaussee zur Verfügung zu stellen. Zusätzlich gewährte die Stadt dem am 17. Januar 1863 gegründeten Festausschuss einen Kredit von 75.000 Talern (die Ausgaben betrugen letztendlich 68.000 Taler, die Einnahmen 50.500 Taler). Bis zu diesem Zeitpunkt hatte der vom Ausschuss der deutschen Turnvereine beauftragte Leipziger Turnrath bereits organisatorische Vorarbeiten geleistet sowie die Grundzüge eines Festprogramms erarbeitet. Neben einem Hauptausschuss gab es sieben Unterausschüsse, die mit speziellen Aufgaben betraut waren (für Finanz-, Bau-, Wirtschafts-, Wohnungs-, Turn-, Festpolizei- und Festordnungsangelegenheiten). Der Turnausschuss stand unter der Leitung von Justus Lion. Der Wohnungsausschuss organisierte für die etwa 16.000 auswärtigen Turner fast 14.000 kostenfreie Einzelunterkünfte, für 2.000 Teilnehmer standen Massenunterkünfte zur Verfügung. Zahlreiche regionale Eisenbahngesellschaften des Deutschen Bundes boten gegen Vorlage der Teilnehmerkarte freie Rückfahrt oder spezielle Ermäßigungen an, das Königliche Sächsische Kriegsministerium stellte etwa 3.000 Wolldecken für die Massenquartiere zur Verfügung.
Als Eintrittspreis für Besucher des Festplatzes und der Festhalle wurden fünf Neugroschen (einmaliger Besuch) bzw. ein Taler (Abonnementpreis) festgelegt, Tribünenplätze kosteten extra.

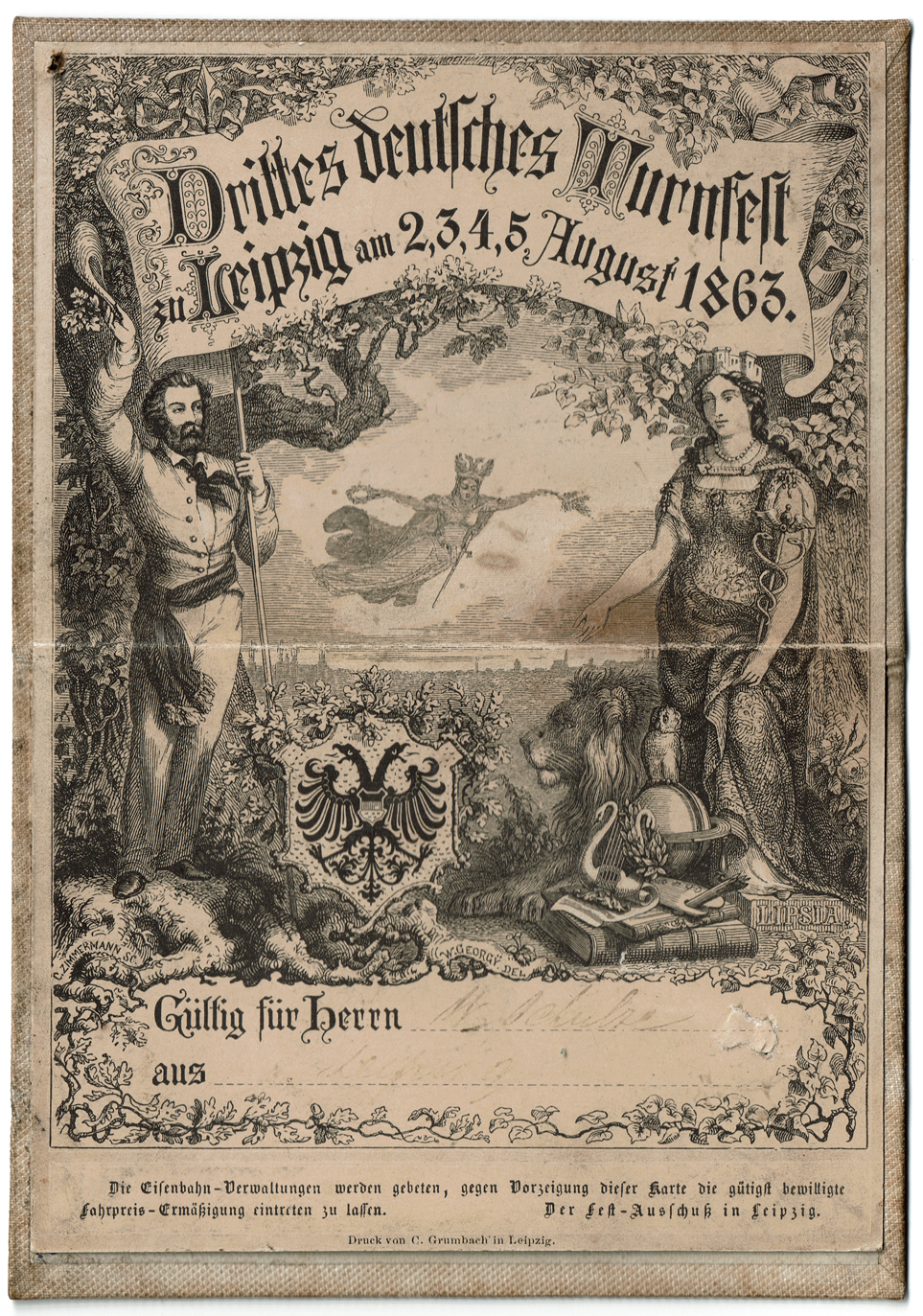
Teilnehmerausweis für Turner
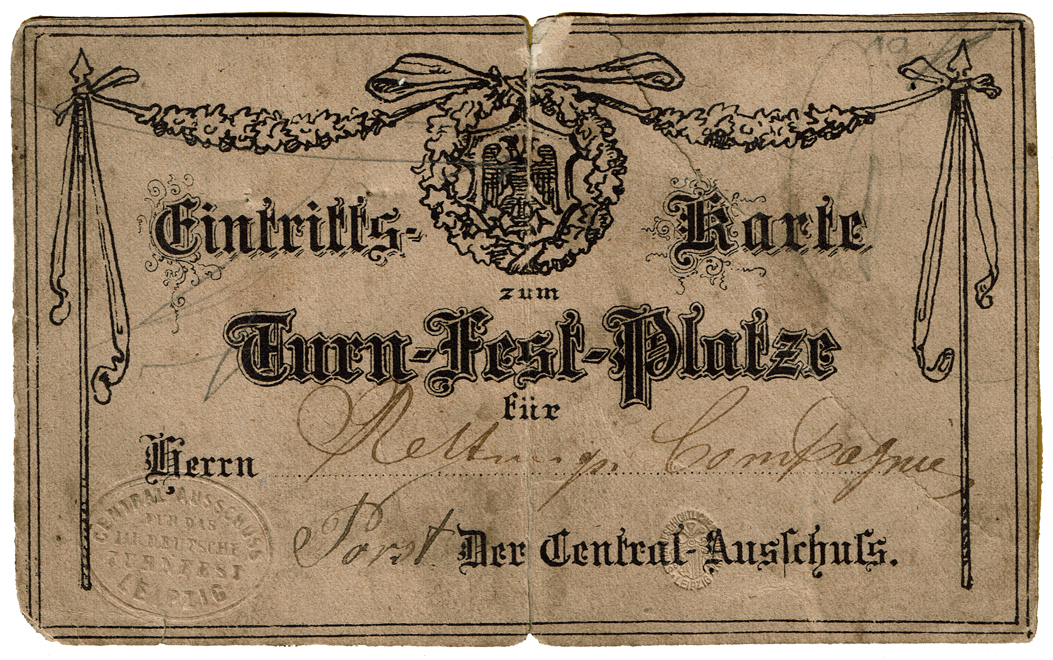
Eintrittskarte für den Festplatz (Abonnement)
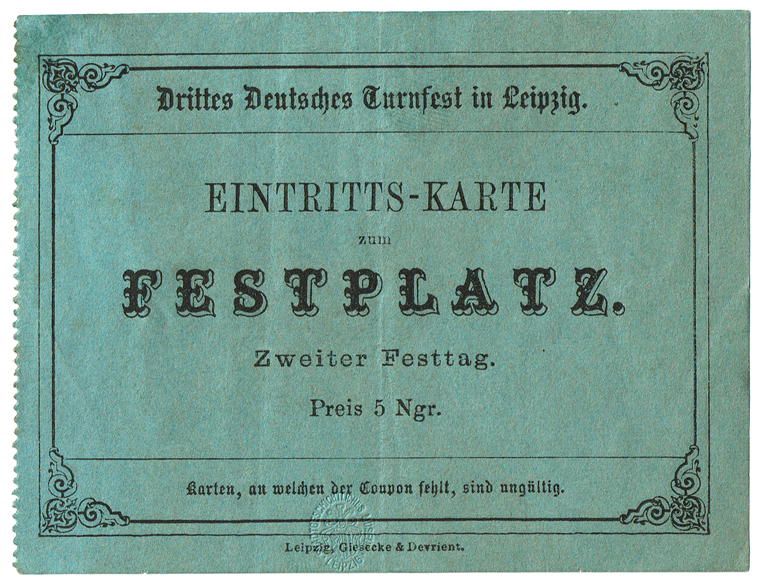
Eintrittskarte für den Festplatz (Einzelbesuch)
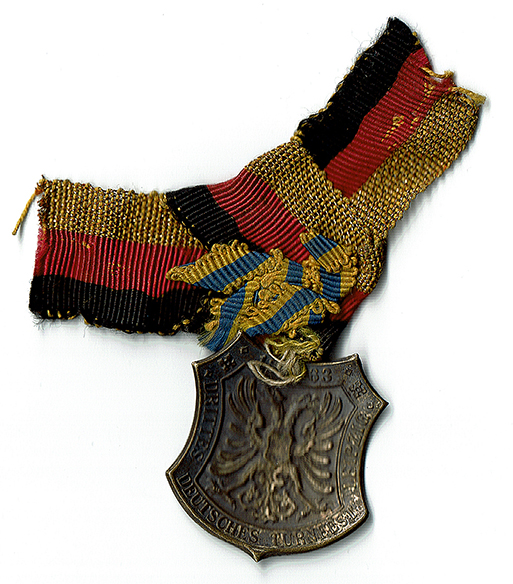
Festzeichen für die Turner

## Festplatz und Festhalle

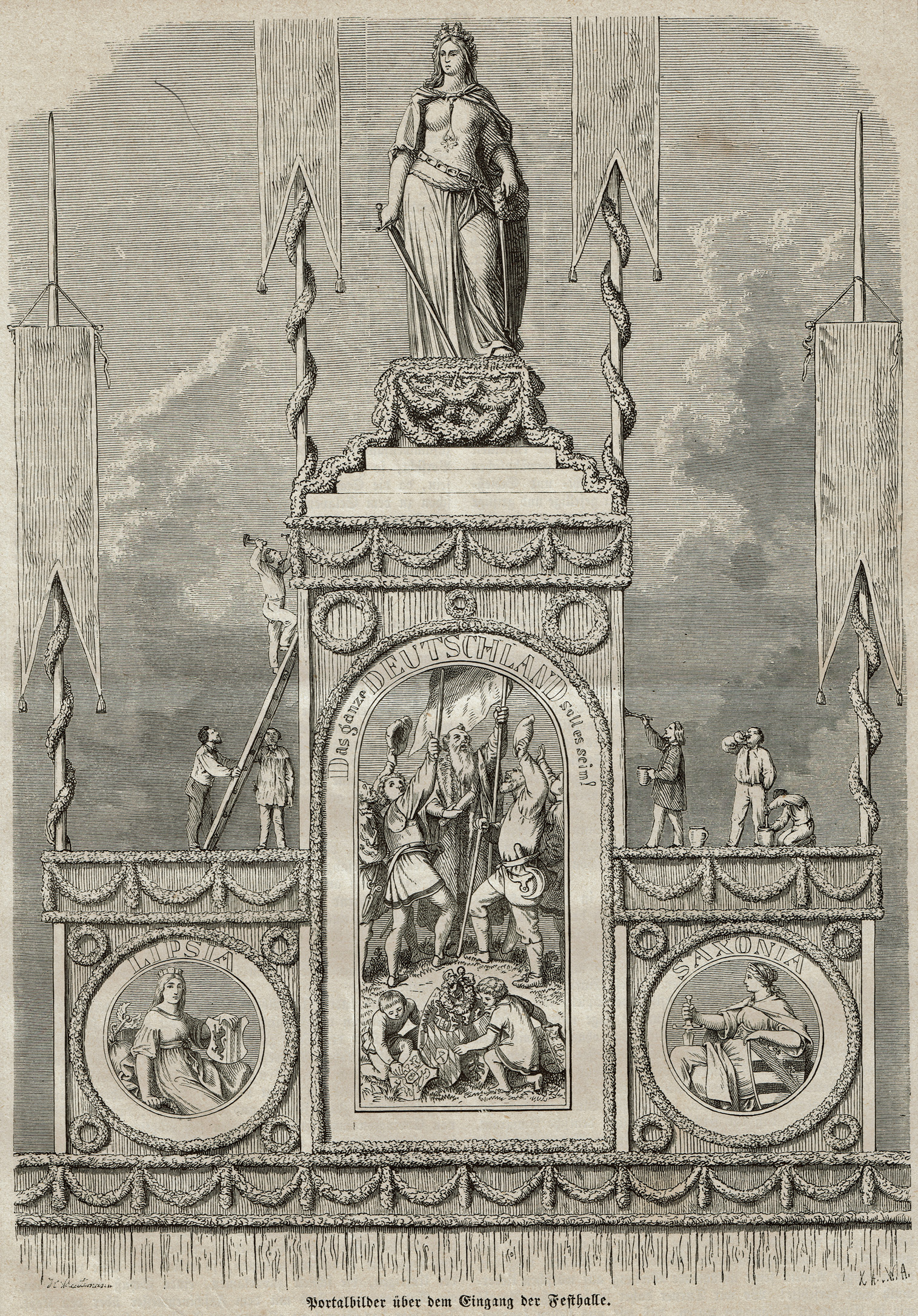
Portalschmuck der Festhalle

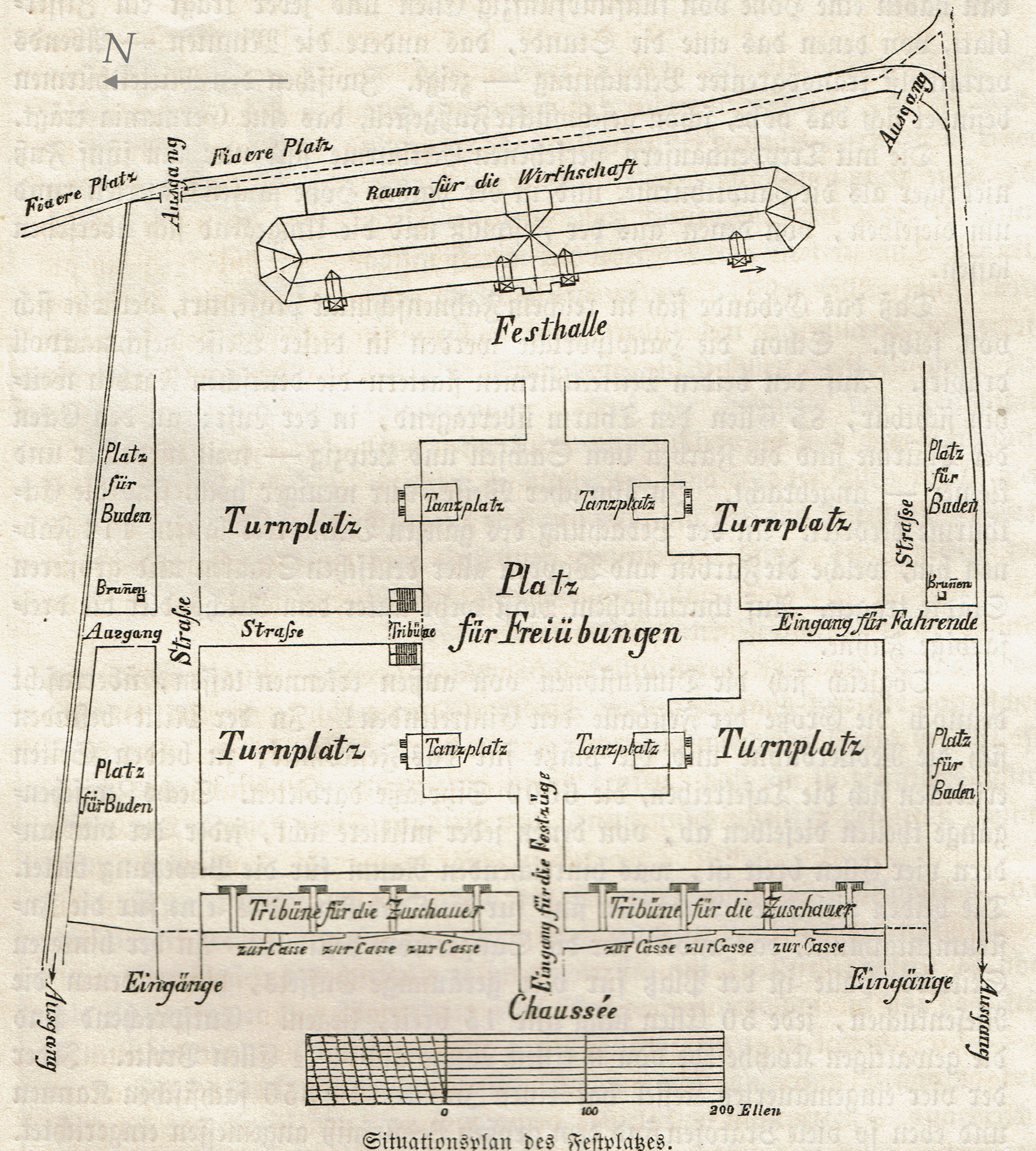
Situationsplan des Festplatzes

Südlich der Stadt unterhalb des Zeitzer Tors wurde auf einem leicht erhöhten Areal an der Straße nach Connewitz (heutige Lage zwischen Koch- und Karl-Liebknecht-Straße, etwa auf der Höhe der Kurt-Eisner-Straße) der Festplatz angelegt. Für den Fußweg vom Stadtzentrum bis zum Festplatz benötigte man etwa 30 Minuten. Die Anlage wurde erst kurz vor Eröffnung des Turnfestes fertiggestellt. Der eigentliche Turnplatz war in fünf Bereiche eingeteilt (ein innenliegendes Areal für Freiübungen und vier umlaufende Plätze) und war 500 Ellen lang und 360 Ellen breit, was etwa 283 mal 203 Metern entspricht. Auf dem Platz wurde ein hölzernes mehrstöckiges Steigerhaus errichtet. Rund um den Platz verliefen Straßen für die Besucher. An der Westseite der Anlage wurden zwei große Tribünen mit Blick auf den Turnplatz erbaut, die 5.000 Zuschauern Platz boten. Nördlich und südlich des Platzes wurden Verkaufsbuden errichtet.
An der östlichen Seite des Platzes wurde eine imposante Festhalle erbaut, die Entwürfe stammten vom Leipziger Architekten und Mitglied des Bauausschusses Constantin Lipsius. Der reichhaltig ausgeschmückte und größtenteils hölzerne Bau war 226 Meter lang und 34 Meter breit. Der Mittelteil war etwa 19 Meter hoch, die beiden flacheren Seitenteile etwa 11 Meter. Vorder- und Rückfront waren mit großflächigen Fensterreihen ausgestattet, wobei die unteren mit Stoffen dekoriert und die oberen mit Glasmalereien ausgestattet waren. Die Hauptfront in Richtung Turnplatz war durch vier Türme mit pyramidendachförmigen Fahnenaufbauten gekennzeichnet. Die beiden äußeren knapp 30 Meter hohen Ecktürme (mit Fahnenaufbau 45 Meter) wurden mit einem Treppenhaus und einer Aussichtsplattform auf halber Höhe ausgestattet. Die beiden mittig gelegenen etwa 31 Meter (mit Fahnenaufbau 47 Meter) hohen Türme umrahmten das Portal der Festhalle. Eine Uhr im linken Turm zeigte die Stunden an, eine im rechten die Minuten. Über dem hohen Haupteingang waren drei allegorische Tafelgemälde von Heinrich Leutemann angebracht, den oberen Abschluss des Portals bildete eine Germania darstellende und acht Ellen hohe (etwa 4,50 Meter) hohe Kolossalstatue, geschaffen vom Leipziger Bildhauer Ludwig Albrecht.
Neben dem großen Festsaal, der etwa 6.000 Sitzplätze bot, waren in dem Gebäude zwei Großküchen untergebracht, die von vier Leipziger Gastwirten unterhalten wurden. Während des Turnfestes sorgten 250 Kellner für die Bewirtung der Gäste.
Der Festplatz war die erste temporäre Sportanlage für Großveranstaltungen in Deutschland.

## Das Turnfest

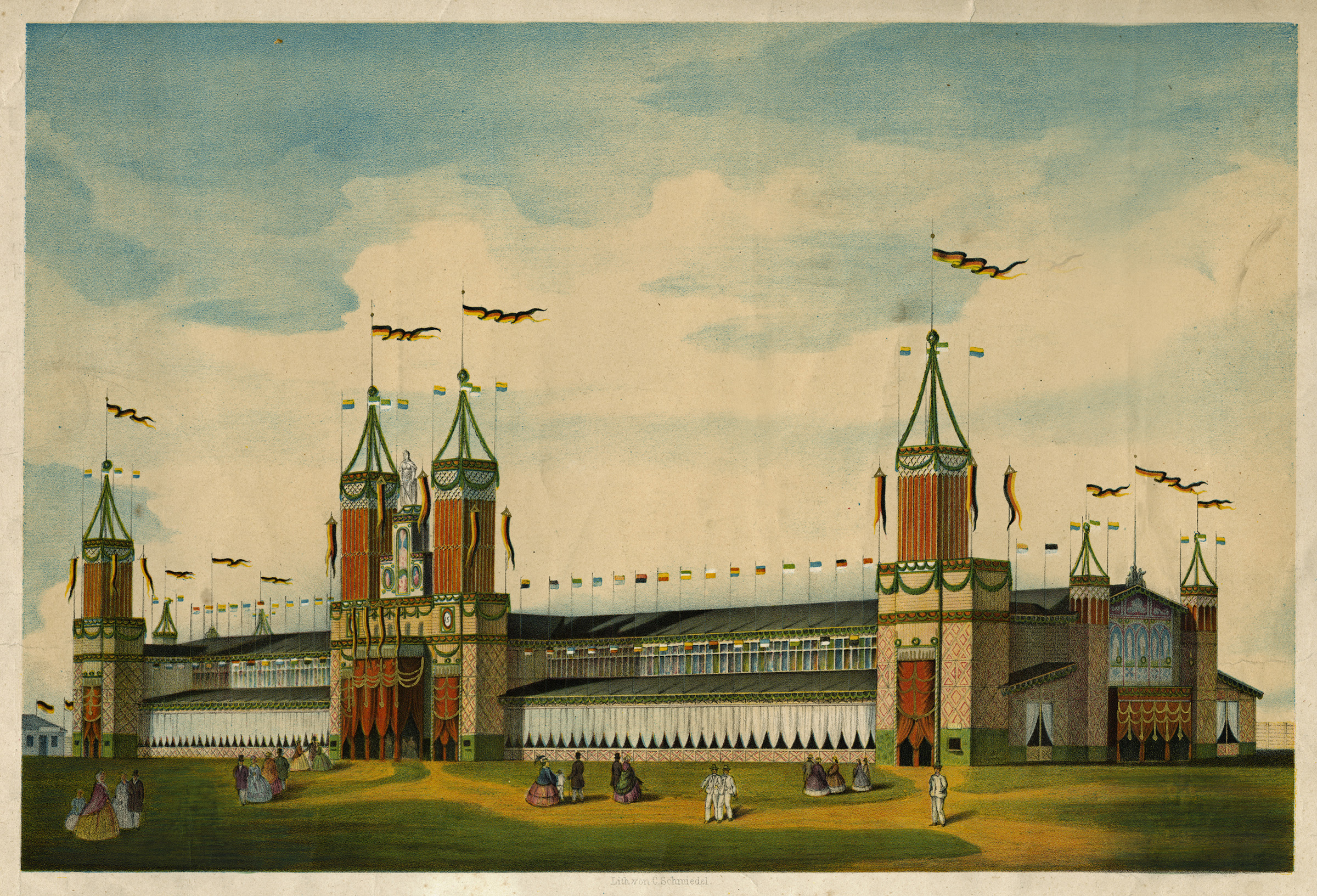
Die Festhalle auf dem Festplatz

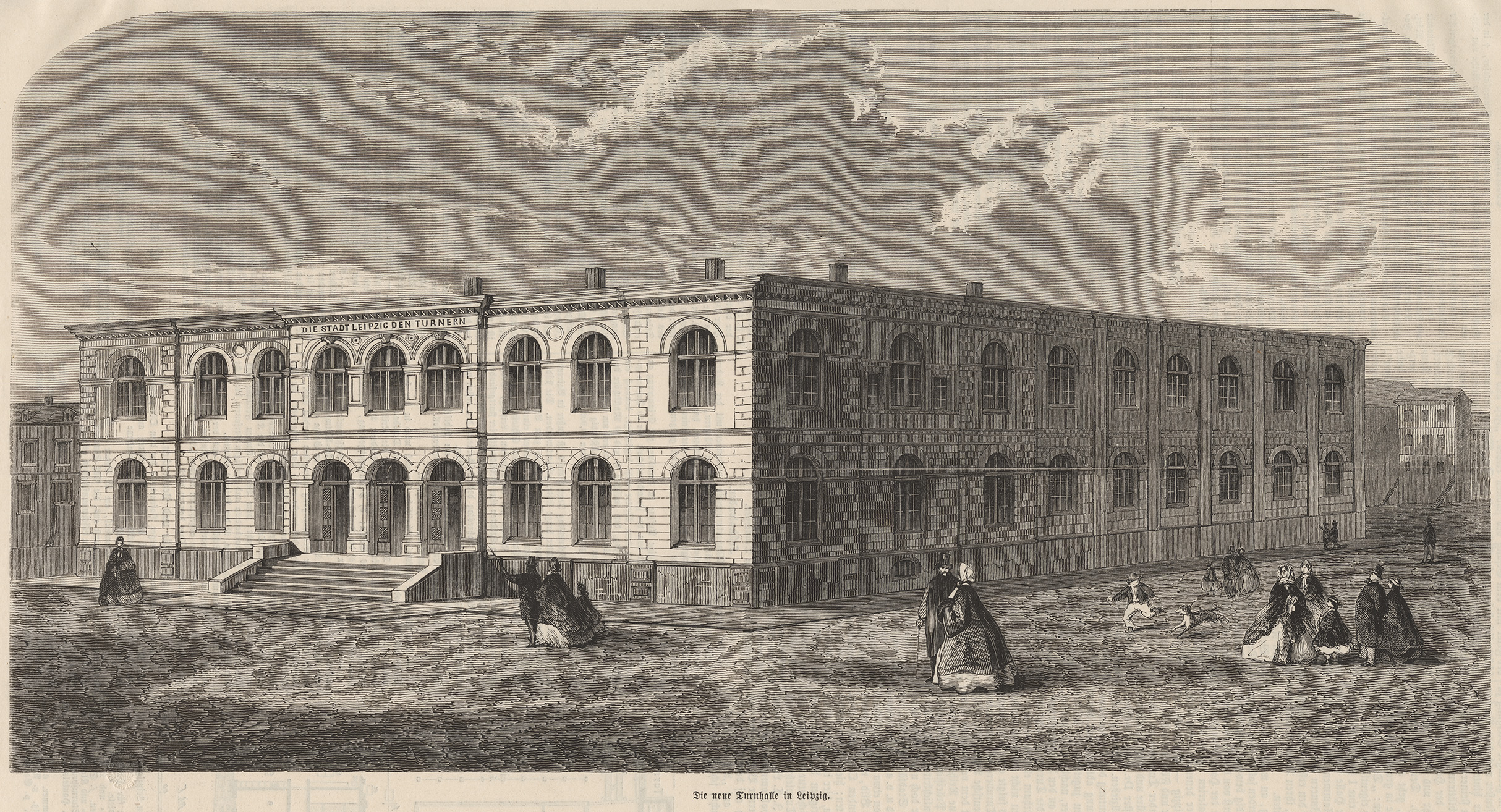
Leipziger Turnhalle, 1863

### 1. August
Die erste Veranstaltung des Festes fand in einem Raum der im März 1863 errichteten und seinerzeit größten Turnhalle im deutschen Raum an der Ecke Turner-/Leplaystraße statt, dort tagte der Ausschuss der deutschen Turnvereine. Der erste Tag diente sonst größtenteils der Ankunft der Turner. Für die Anfahrten zu den fünf Leipziger Bahnhöfen wurden teilweise Sonderzüge eingesetzt, so kamen aus Berlin am Abend vier große Züge im Abstand von 10 Minuten in Leipzig an. Durch Mitglieder des Wohnungsausschusses und einheimischer Turner wurden die Teilnehmer von den Bahnhöfen zum ausgeschmückten Rathaus geleitet, dort wurden die Unterbringungsanweisungen, die Festzeichen und -pläne verteilt. Die Vereinsfahnen wurden im Schützenhaus zur zwischenzeitlichen Aufbewahrung verbracht, hier fand am Abend auch die offizielle Begrüßungsveranstaltung statt, bei der der Leipziger Bürgermeister Carl Wilhelm Otto Koch die Eröffnungsrede hielt.

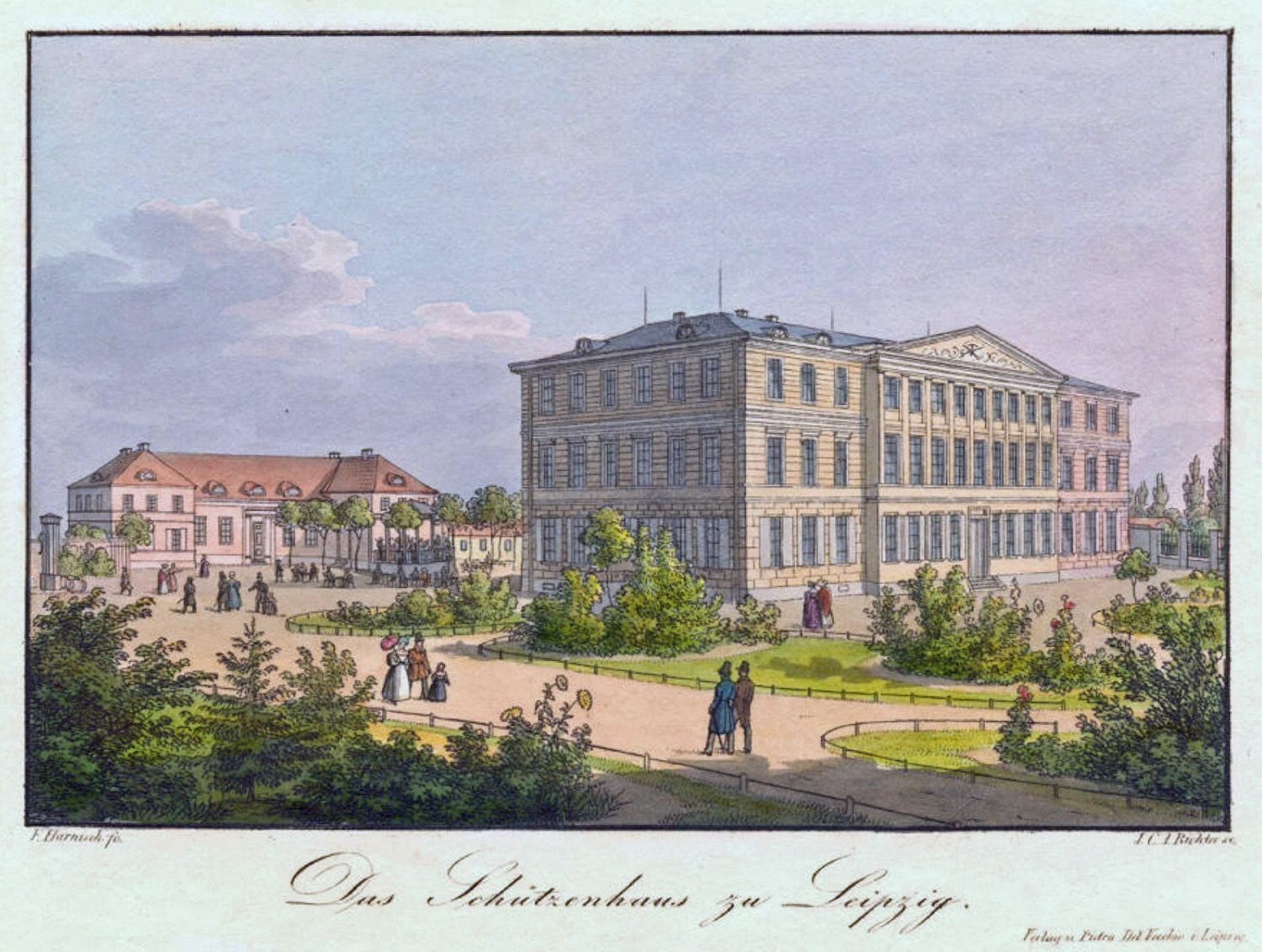
Schützenhaus Leipzig, um 1835

### 2. August
Bereits um 5 Uhr morgens zogen verschiedene Musikcorps durch die Stadt, um die Turner zu wecken. Der 2. August war offiziell als Turntag deklariert und hatte Konferenzcharakter. Fast ganztägig fand im großen Saal des Schützenhauses eine Tagung mit etwa 300 Abgeordneten deutscher Turnvereine unter Leitung des Ausschusses der deutschen Turnvereine statt, dessen Geschäftsführer Ferdinand Goetz war. Um 13 Uhr wurde in der Festhalle ein Festmahl mit etwa 6.000 Teilnehmern unter dem Ehrenvorsitz von Friedrich Ferdinand von Beust abgehalten, weitere Redner auf der Veranstaltung waren z. B. Moritz Busch, Roderich Benedix und Emil Adolf Roßmäßler. Der Festplatz wurde ganztägig intensiv von jenen Turnern genutzt, die nicht an der Tagung im Schützenhaus teilnahmen.

### 3. August

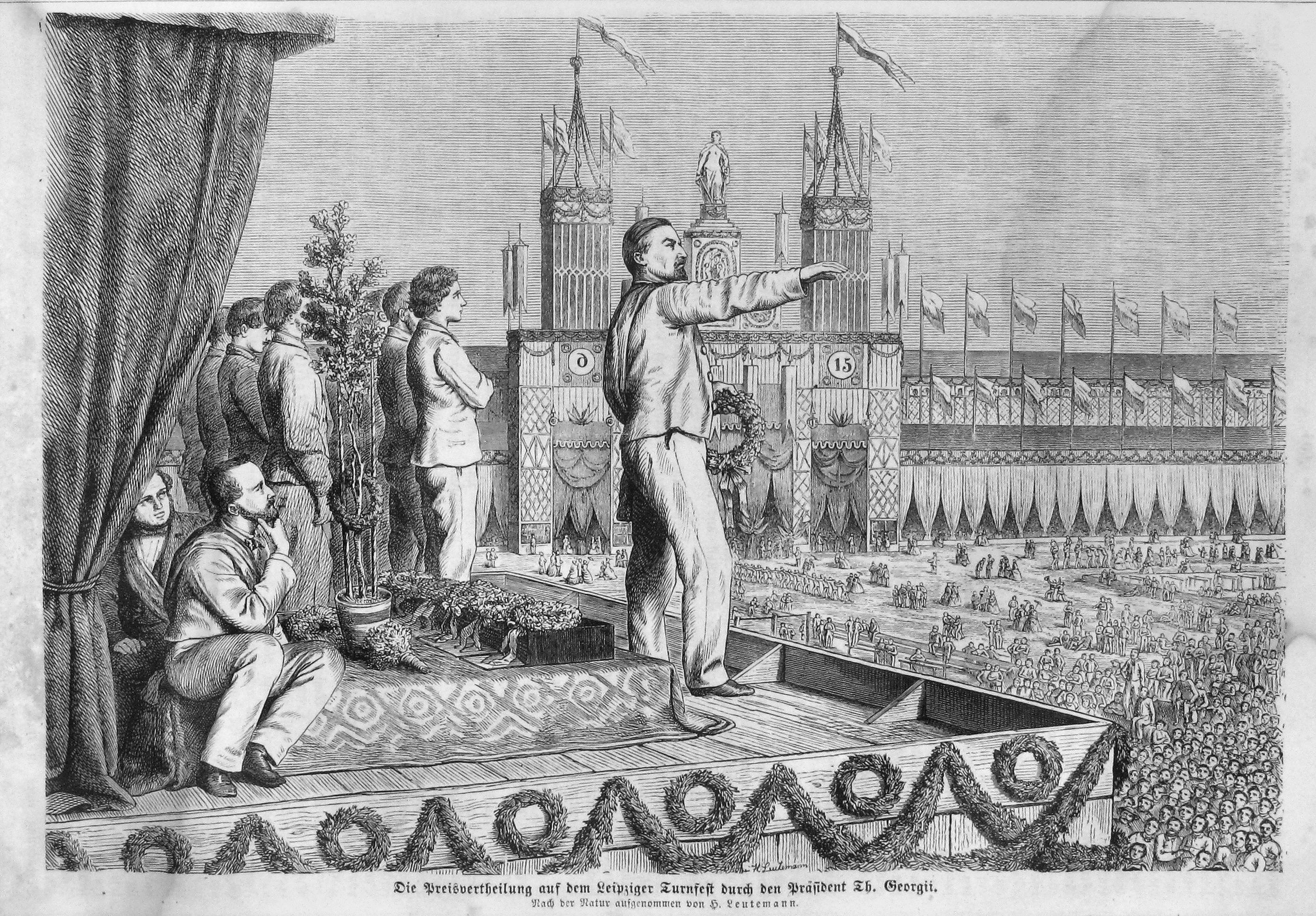
Preisverleihung nach dem Kür- und Wettturnen auf dem Festplatz

Im Mittelpunkt dieses Tages stand ein großer Festzug mit allen teilnehmenden Turnern in Richtung Festplatz. Der Festzug begann gegen Mittag auf dem Augustusplatz und führte durch fast alle größeren Straßen der Leipziger Innenstadt, angeführt durch die ausländischen Teilnehmer z. B. aus Amsterdam, Basel, Chur, London, Melbourne, Pisa, Zürich oder Hoboken. Er benötigte etwa 90 Minuten, um an einem Zuschauer vorbeizuziehen. Die Ansprache nach Ankunft des Zuges auf dem Festplatz hielt Ferdinand Goetz. Anschließend fand am Nachmittag ein großes Schauturnen statt, an dem zwischen 7.000 und 10.000 Turner teilnahmen. Ein Vorturner gab dabei vom Steigerhaus aus die 26 Freiübungen vor. Ab 21 Uhr wurde auf dem Festplatz ein Nachtmanöver der Turnerfeuerwehr durchgeführt, das mit bengalischem Feuer präparierte Steigerhaus ging vermeintlich in Flammen auf und wurde durch die Turnfeuerwehr gelöscht.

### 4. August
Ab 9 Uhr zogen die Teilnehmer des örtlichen ATV Leipzig 1845 zum Festplatz, um anschließend dort ein zweistündiges Frei- und Schauturnen an verschiedenen Geräten (unter anderem am Reck und am Pferd) zu veranstalten. Nach einem zweiten großen Festmahl in der Halle fand auf dem Turnplatz ein mehrstündiges Kür- und Wettturnen mit anschließender Beurteilung und Preisverleihung durch den Vorsitzenden des Ausschusses der deutschen Turnvereine, Theodor Georgii, statt. Diese Wettkämpfe setzten sich aus Disziplinen der Leichtathletik zusammen. Bei einem Wettlauf hatten die Teilnehmer eine Strecke von 574 Rheinischer Fuß zurückzulegen (etwa 180 Meter), beim Steinstoßen musste eine musste eine 1/3 Zollzentner (etwa 16,5 Kilogramm) schwere Kugel gestoßen werden, daneben gab es noch die Disziplinen Weit- und Hochsprung. Den Siegern wurde ein Kranz aus Eichenlaub überreicht. Am Abend wurde für die Turnfestteilnehmer im Leipziger Stadttheater Heinrich Joseph von Collins Regulus aufgeführt.

### 5. August
Am frühen Morgen des letzten Festtages exzerzierte ab 6 Uhr die Turnfeuerwehr auf dem Festplatz. Zahlreiche Turner verließen bereits an diesem Tag die Stadt, so dass nur etwa die Hälfte der angemeldeten Teilnehmer an den Festlichkeiten zum Gedenken an die Völkerschlacht teilnahmen. Gegen 10 Uhr kam der zwei Stunden zuvor in der Leipziger Innenstadt gestartete Zug auf dem Festplatz an. Nach einer Rede von Heinrich von Treitschke gab es eine Feier zum Andenken an die Völkerschlacht. Ein plötzlich auftretender heftiger Sturm verhinderte dort den geplanten Abschluss des Turnfestes mit Begehungen des Schlachtfeldes und einem abendlichen Feuerwerk. Bereits zuvor fand an dem Tag im Beisein zahlreicher Turner die Grundsteinlegung des neuen Kugeldenkmals in der Marienstraße statt, an dem Grab auf dem Johanniskirchhof ehrten die Festteilnehmer aus Königsberg den am 19. Oktober 1813 in Leipzig gefallenen Hauptmann des dortigen Landwehrbataillons John Motherby.

### Allgemeines
An allen Tagen des Turnfestes fanden an verschiedenen Orten (Garten des Schützenhauses, Festplatz und -halle) Musik- und Konzertveranstaltungen statt, darunter am 2. August ein Auftritt von etwa 1.000 Mitgliedern Leipziger Männergesangsvereine. Während der Veranstaltungen auf dem Festplatz stellte die Leipziger Turnerfeuerwehr die Festpolizei. Die meisten Geschäfte in der festlich geschmückten Stadt waren während des Turnfestes geschlossen, damit möglichst viele Einwohner an den Feierlichkeiten teilnehmen konnten. Die erste nachweisbare Fotografie eines Siegers bei einem Deutschen Turnfest entstand in Leipzig, sie zeigt den Merseburger Turner Louis Bethmann, der als Gewinner aus dem Wettlauf am 4. August hervorging.
Insgesamt nahmen etwa 20.000 aktive Turner und Gäste aus 14 Ländern am 3. Deutschen Turnfest teil, darunter etwa 4.600 Turner aus Sachsen und über 1.100 aus Österreich. Während der Festtage hielten sich mehr als 150.000 Menschen in der Stadt auf, die selbst zu der Zeit etwa 85.000 Einwohner hatte. Eine am letzten Festtag enthüllte Tafel zum Gedenken an die Veranstaltung an der Marktseite des Alten Rathauses wurde anlässlich des Deutschen Turnfestes 2002 in Leipzig restauriert und am Geburtshaus von Ferdinand Goetz angebracht.

Impressionen aus der Illustrirten Zeitung
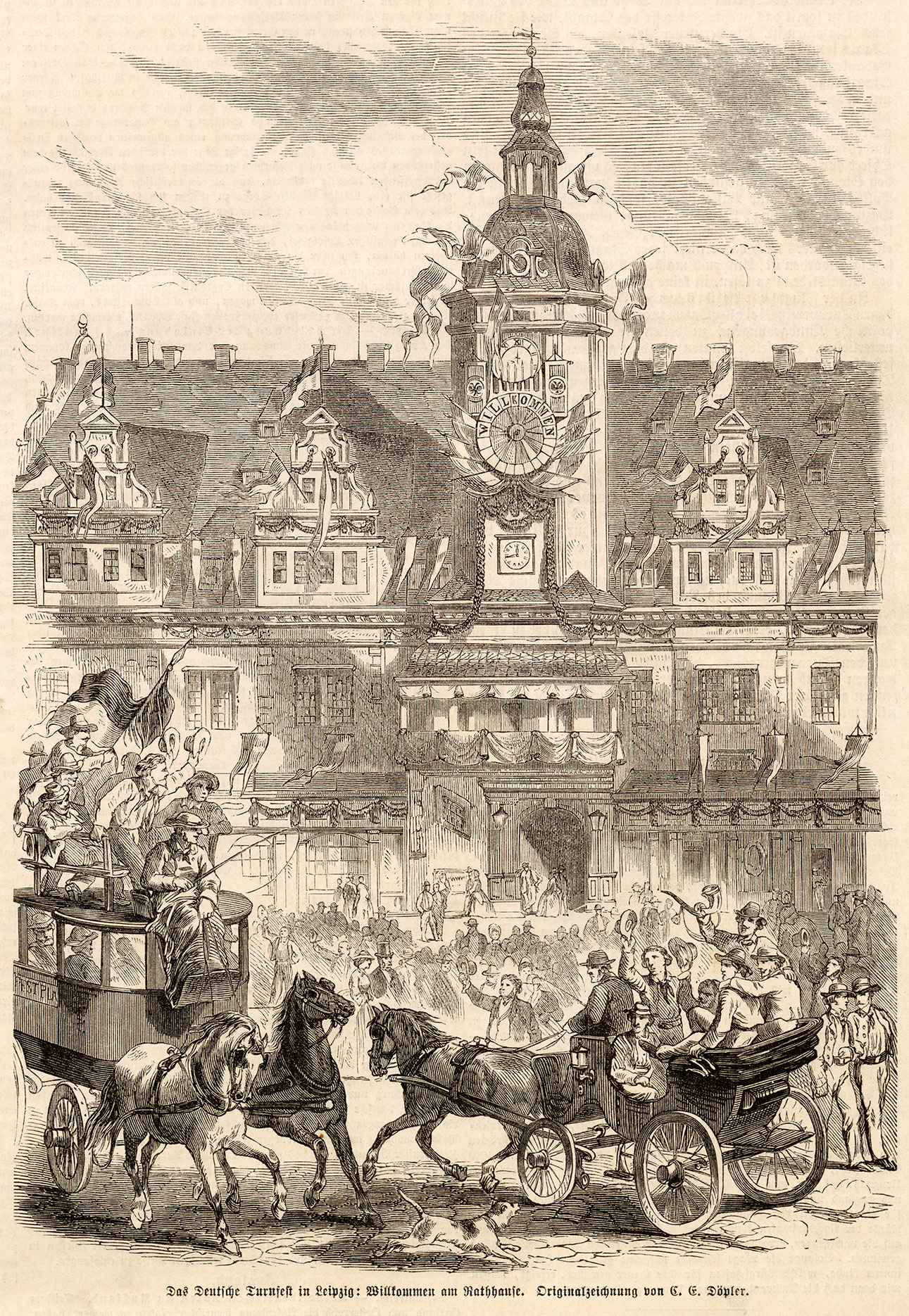
Ankunft der Turner am Rathaus
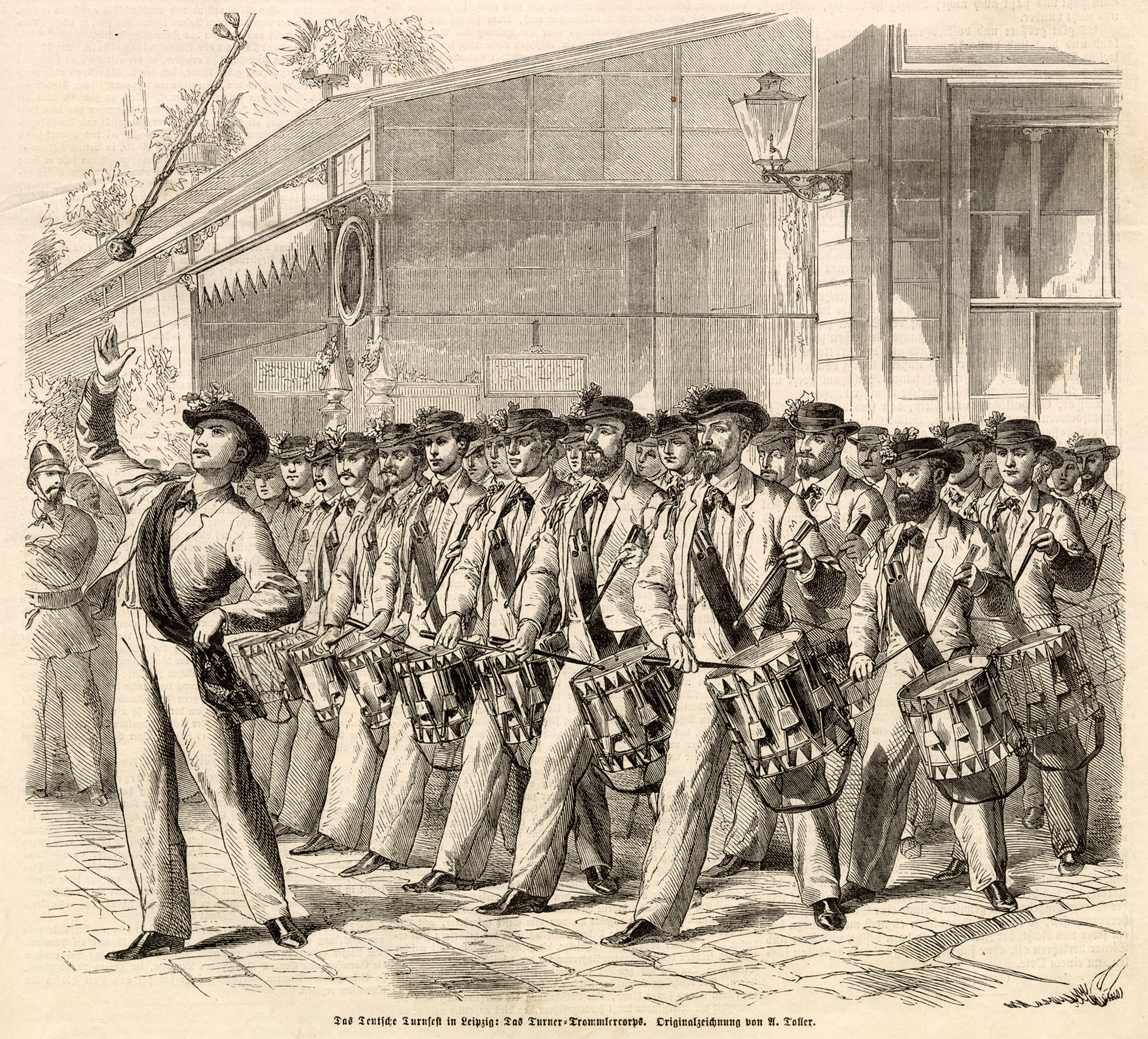
Das Leipziger Turn-Trommlercorps
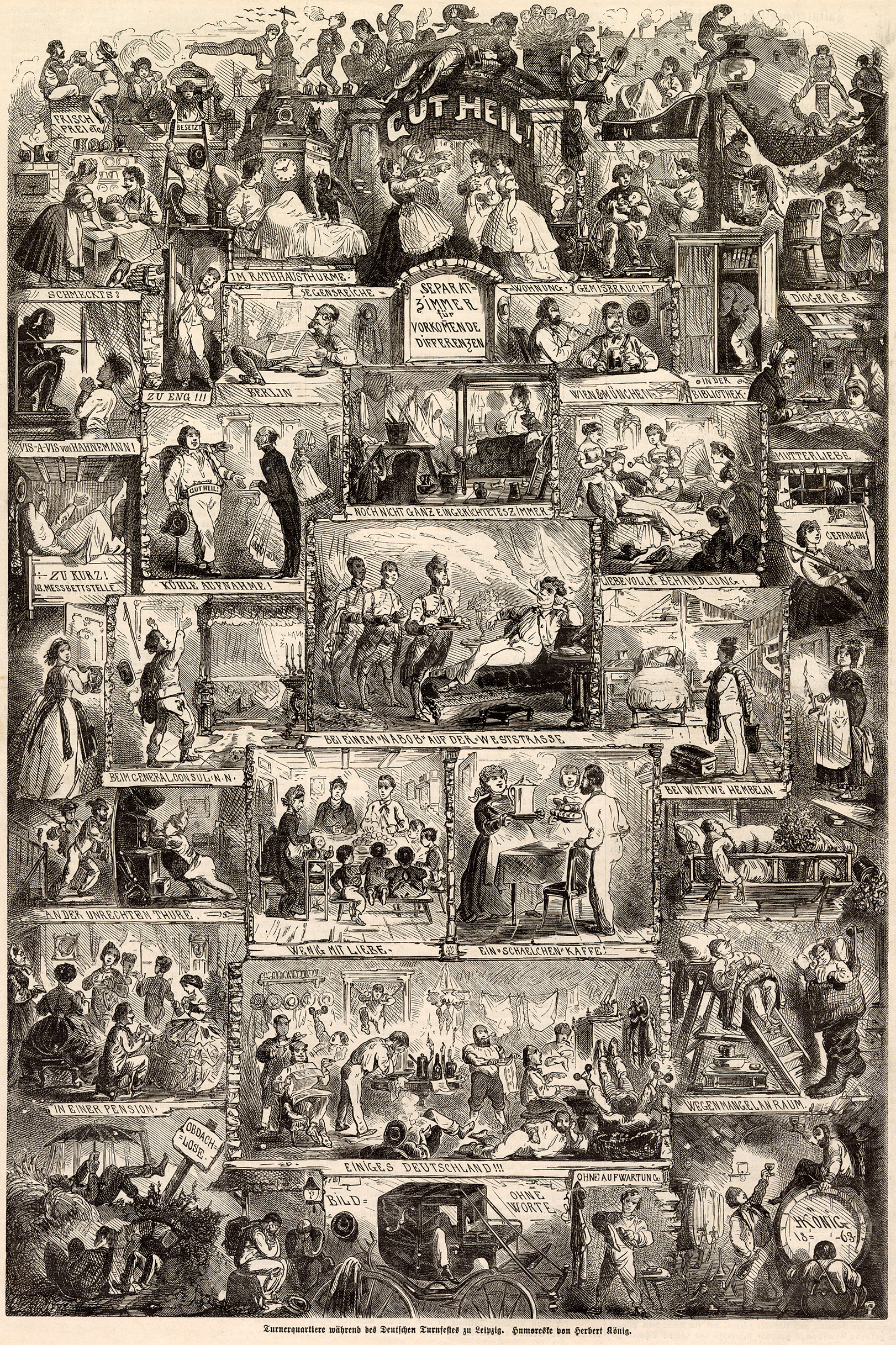
Humoristische Darstellung zu den Turnerquartieren
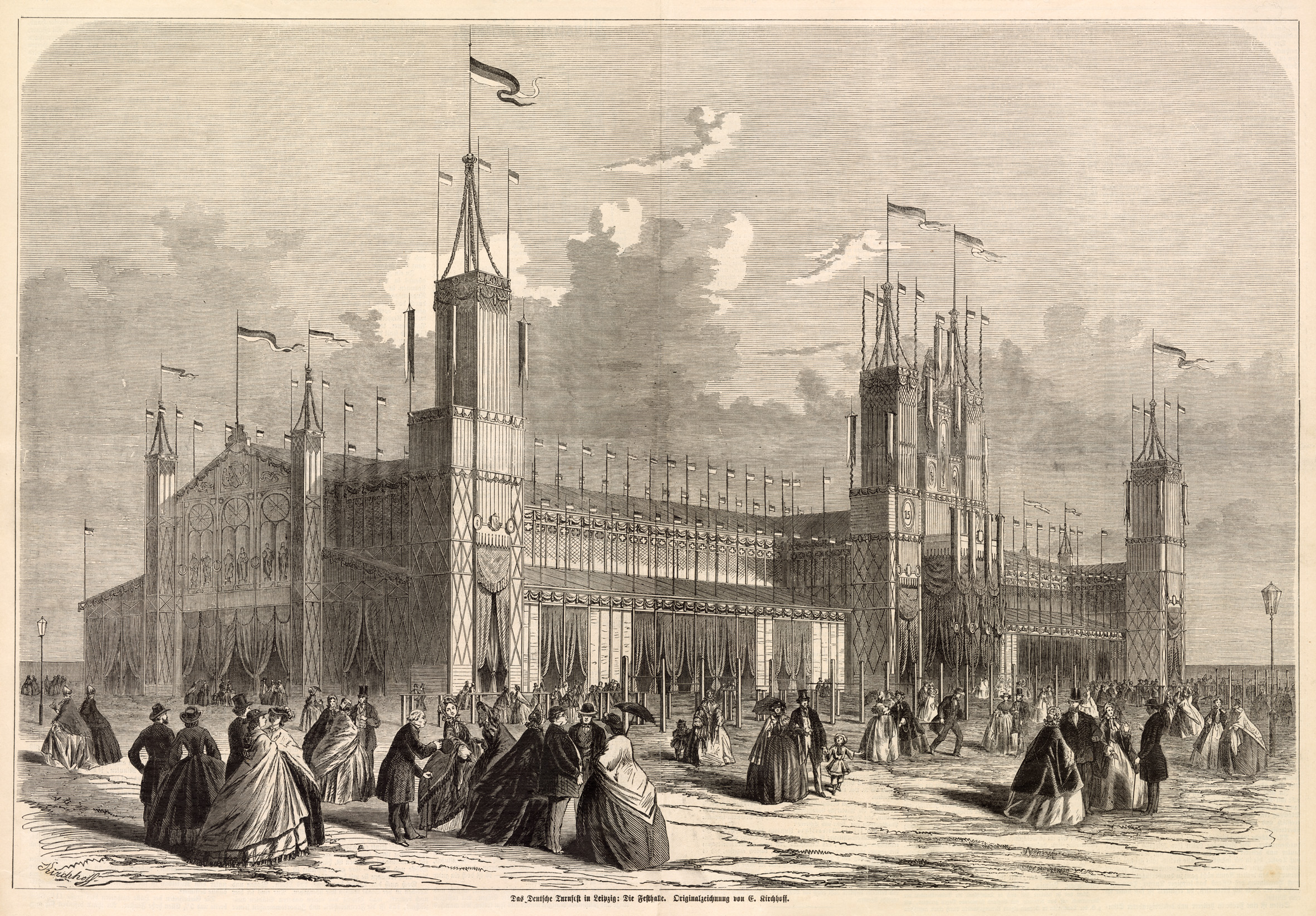
Festplatz
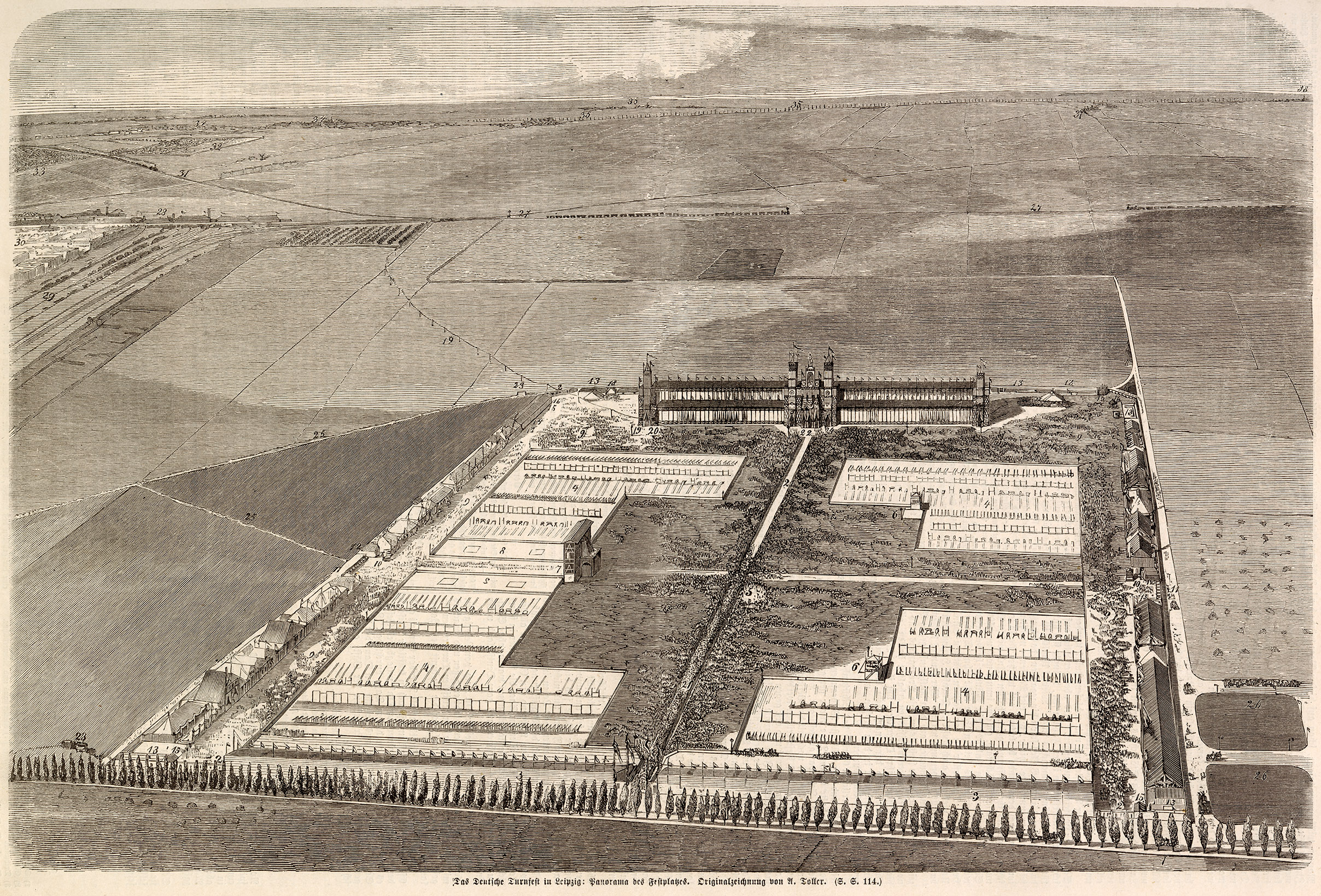
Ansicht des Festplatzes
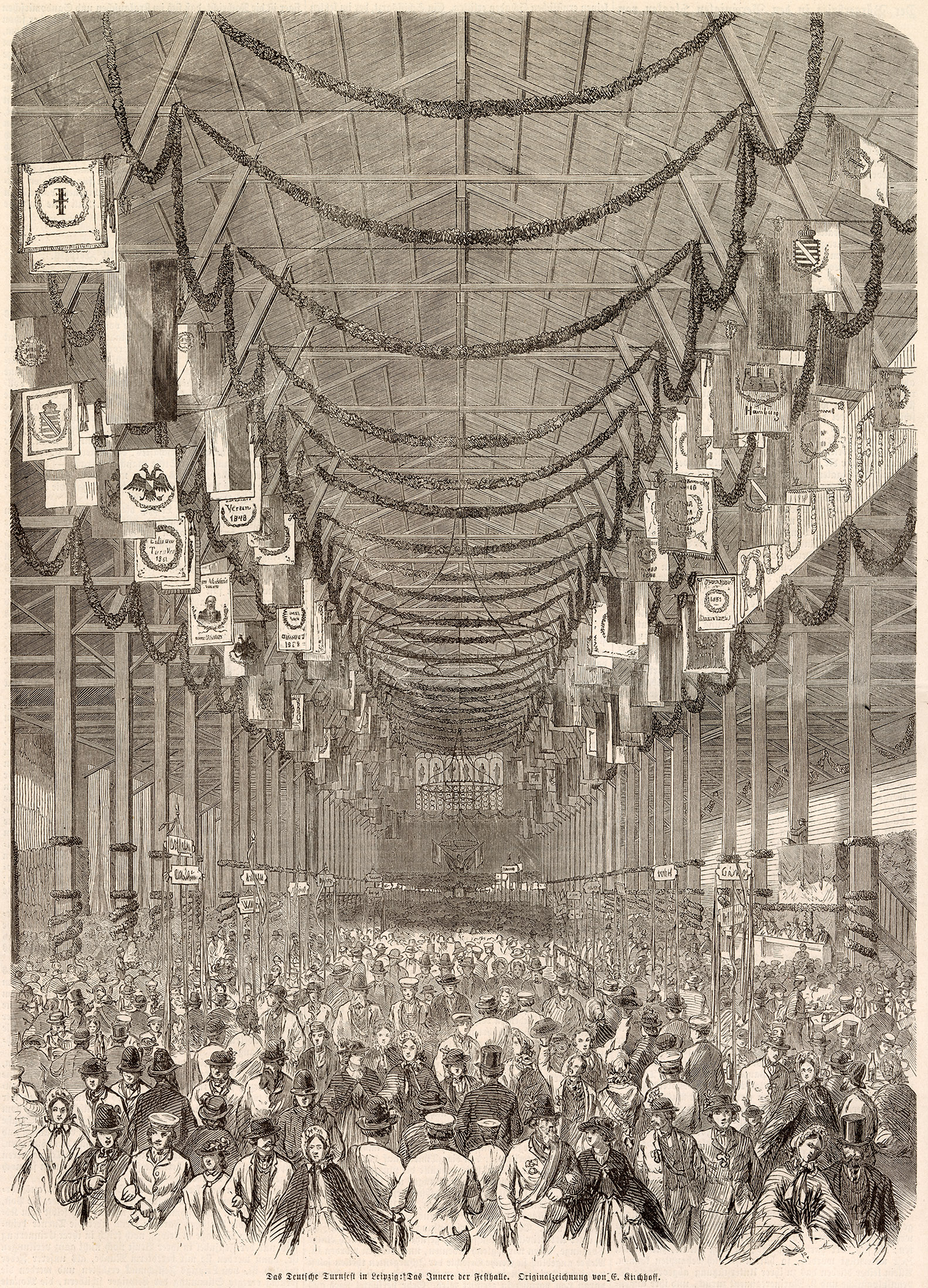
Innenansicht der Festhalle
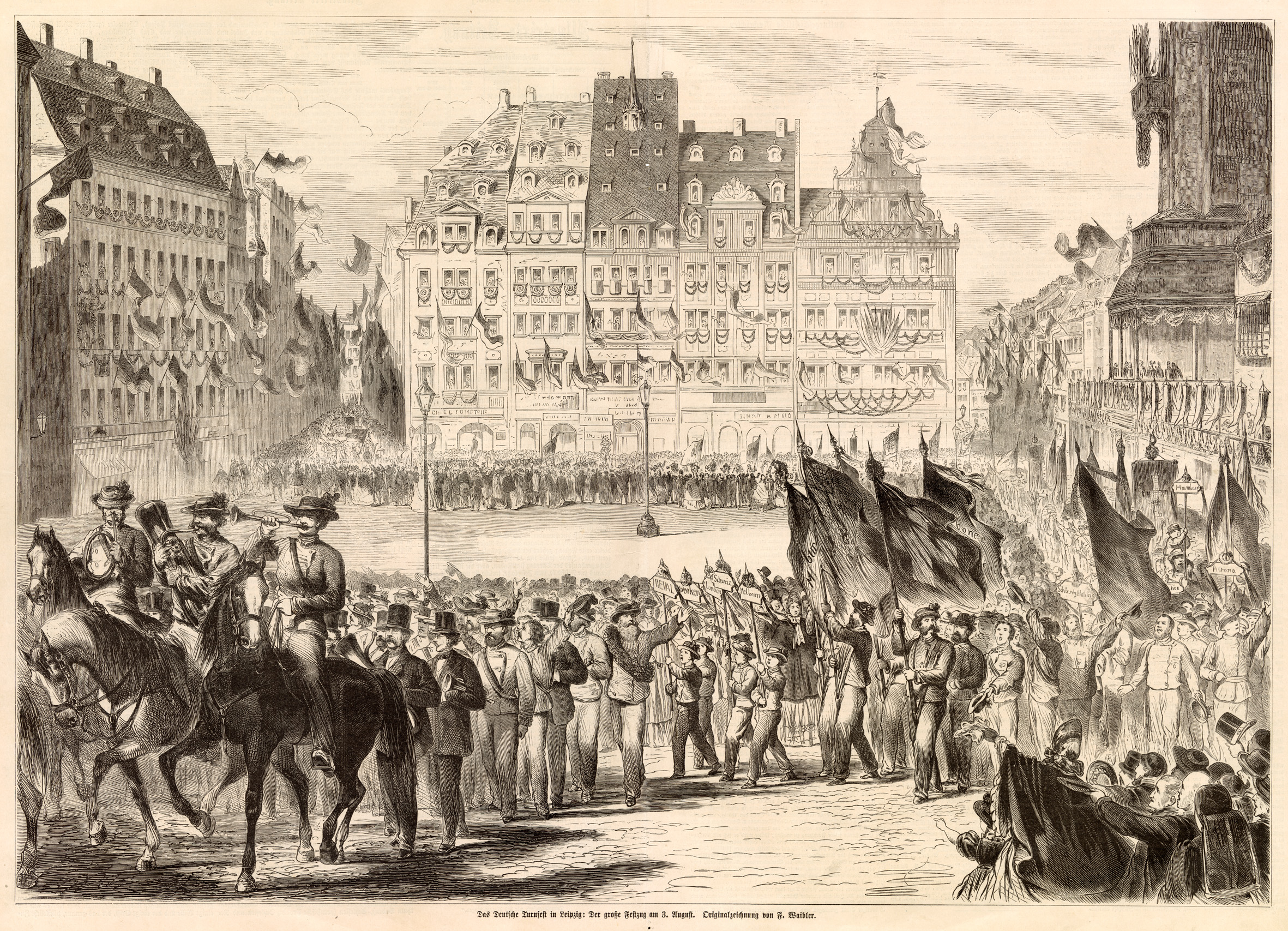
Festzug auf dem Markt
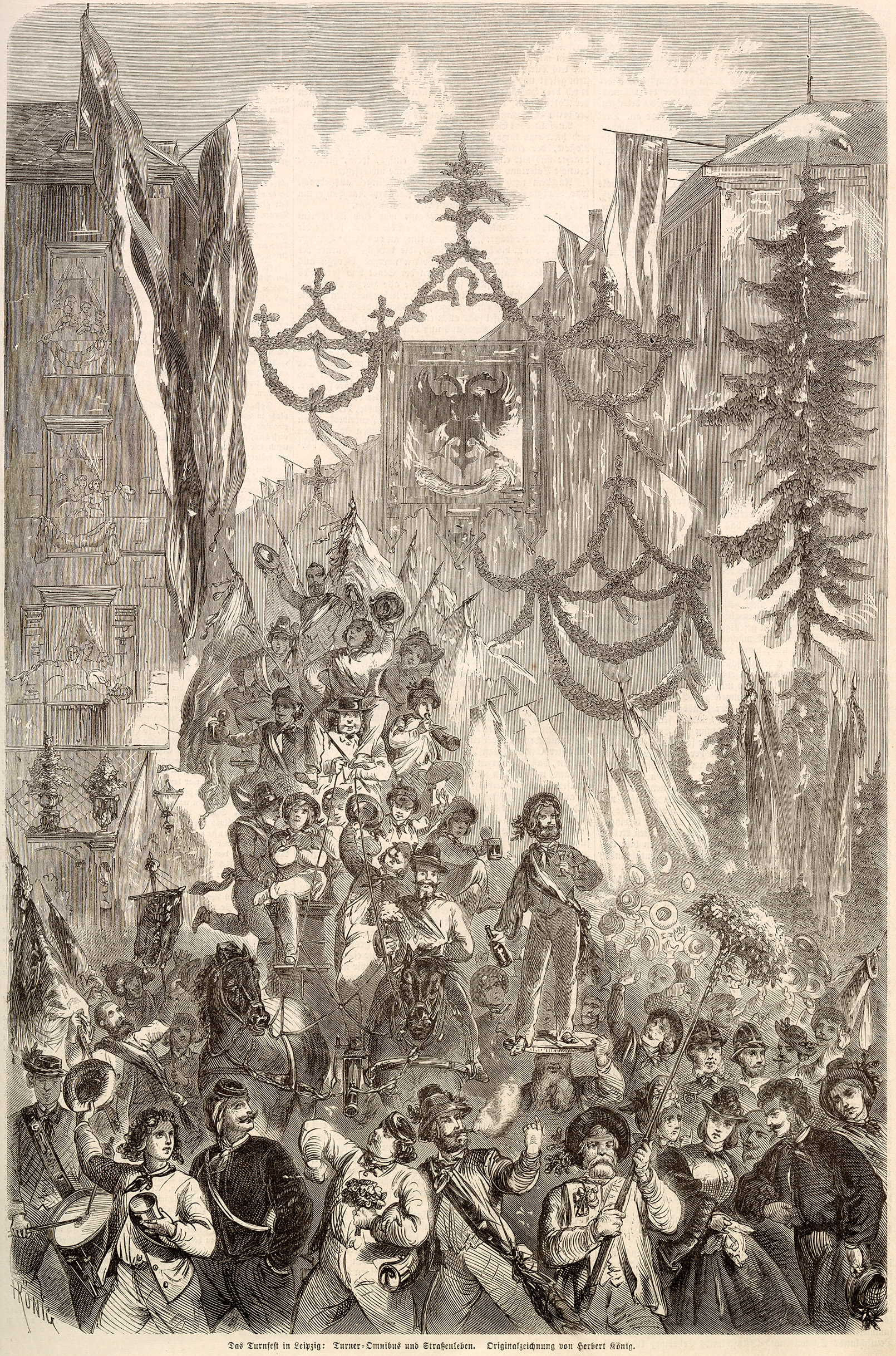
Festzug
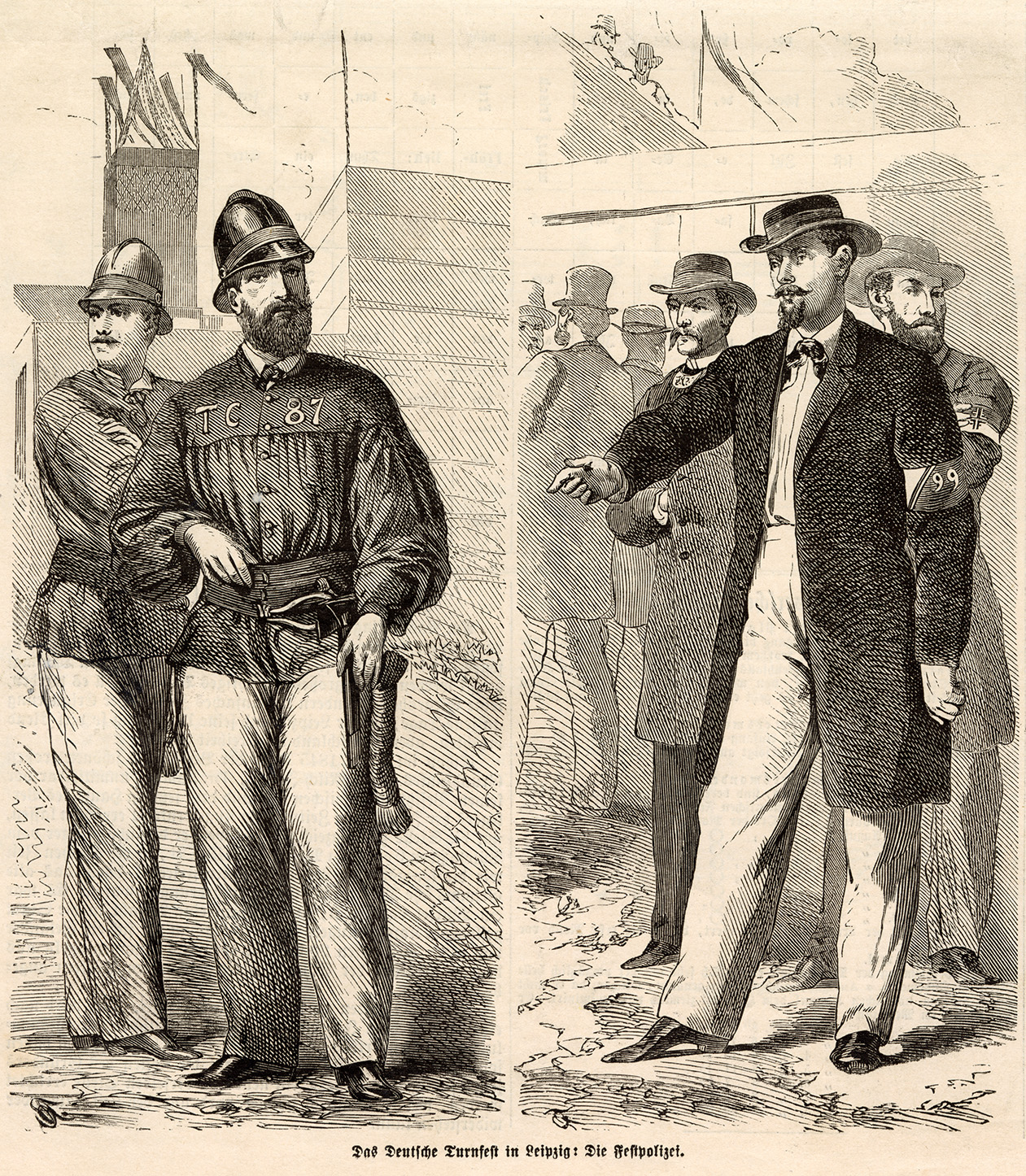
Turnerfeuerwehr und Festpolizei
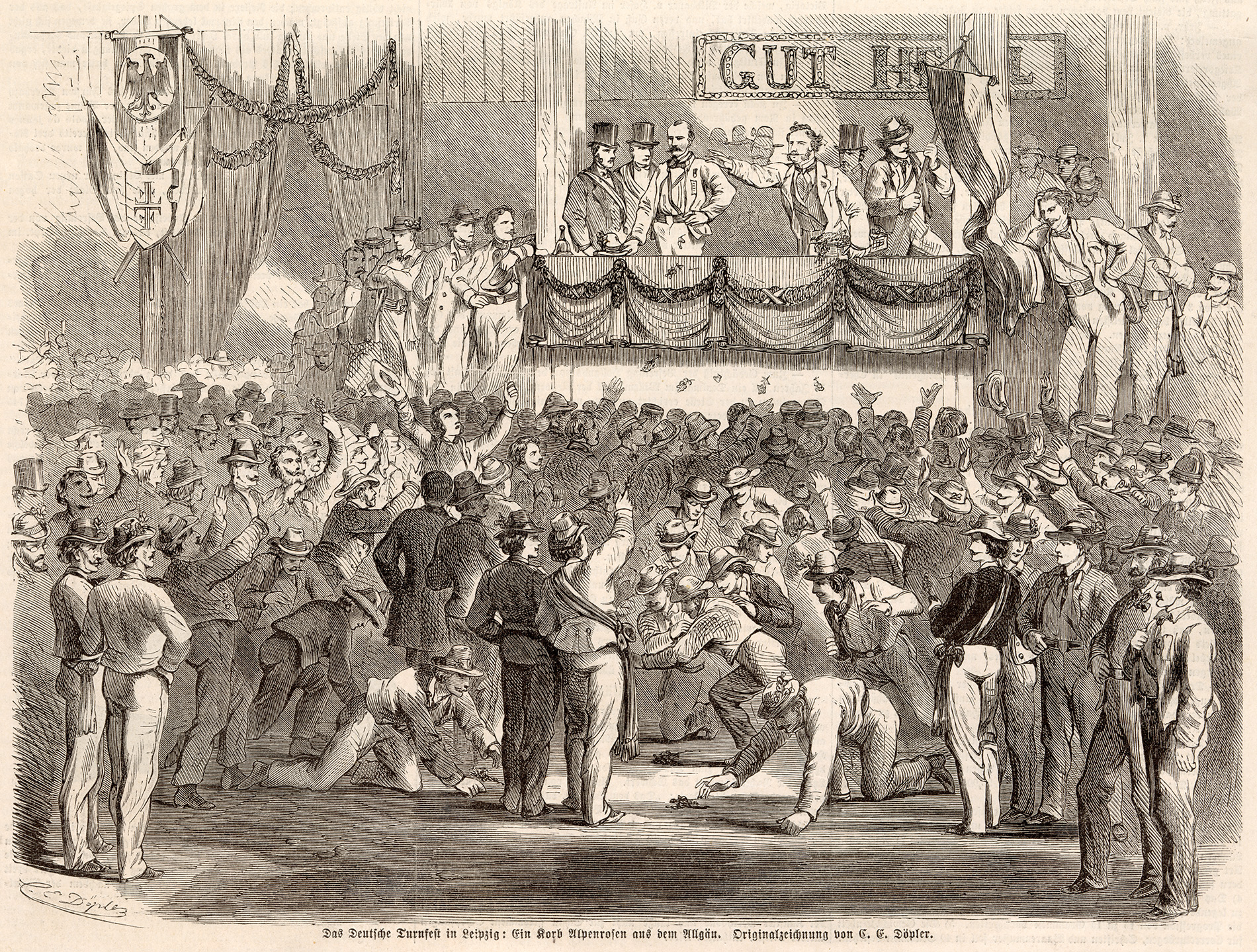
Feier Allgäuer Turner
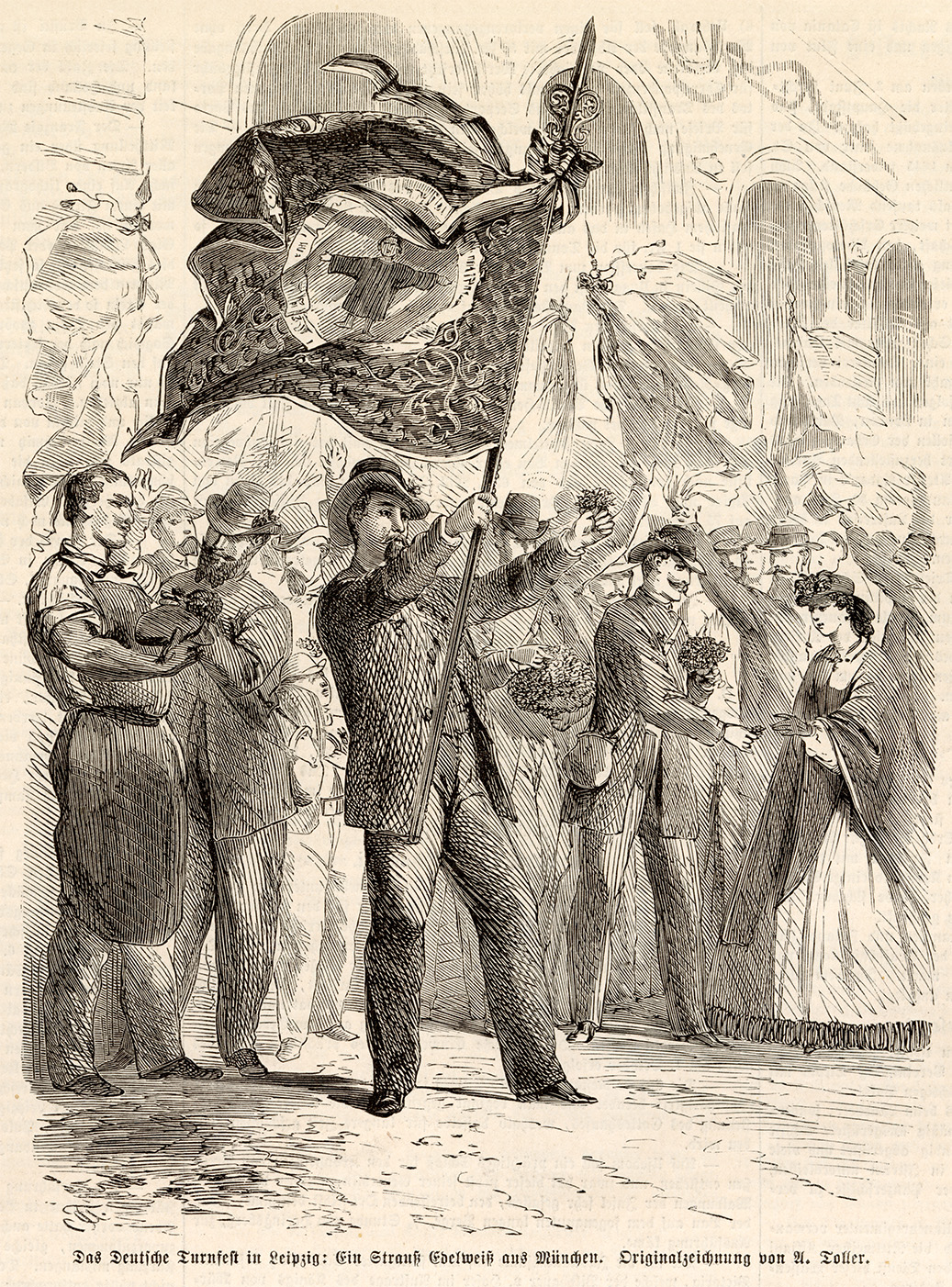
Turner aus München